# Conquilla de Plata a la millor interpretació de repartiment
La Conquilla de Plata a la millor interpretació de repartiment és un dels principals premis atorgats al Festival Internacional de Cinema de Sant Sebastià a la millor interpretació de repartiment d'una pel·lícula en competició.
El 2021, el Festival de Cinema de Sant Sebastià va anunciar que les dues categories d'interpretació serien eliminades i reemplaçades per una categoria de gènere neutre, fusionant els premis a millor actor i millor actriu en les categories de millor interpretació protagonista i millor interpretació de repartiment.

## Palmarés
| Any  | Actor/actriu                      | Pel·lícula                        |
| ---- | --------------------------------- | --------------------------------- |
| 2021 | Elenc d'actors de Quién lo impide | Elenc d'actors de Quién lo impide |
| 2022 | Renata Lerman                     | El suplente                       |
| 2023 | Hovik Keuchkerian                 | Un amor                           |
| 2024 | Pierre Lottin                     | Quand vient l'automne             |